# John Forster (Schriftsteller)

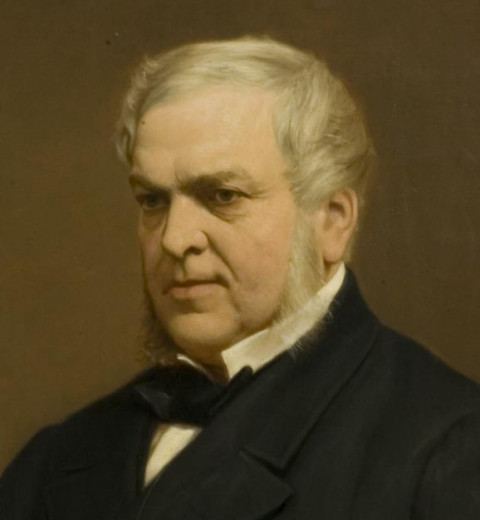
John Forster, gemalt von Charles Edward Perugini

John Forster (* 2. April 1812 in Newcastle upon Tyne; † 2. Februar 1876 in London) war ein englischer Publizist, Historiker und Biograph. Er war mit Charles Dickens befreundet.

## Leben
John Forsters Vater, ein Unitarier, war Viehzüchter. Nach Erlangung einer soliden Vorbildung in klassischer Literatur und Mathematik am königlichen Gymnasium seiner Heimatstadt wurde Forster 1828 zur University of Cambridge geschickt, ging aber nach nur einmonatigem Aufenthalt an dieser Hochschule nach London, wo er Vorlesungen des  University College besuchte und Rechtsanwalt des Inner Temple wurde. Er wählte jedoch bald eine publizistisch-literarische Tätigkeit. 1834 verlobte er sich mit der Dichterin Letitia Elizabeth Landon, doch wurde die Verbindung bald wieder aufgelöst.
Bekannt wurde Forster durch Beiträge zum radikalen Wochenblatt The Examiner, an dem er während der 1830er Jahre neben Albany Fonblanque einer der wirkungsvollsten Mitarbeiter war, und das er von 1847 bis 1856 selbst herausgab.  Diese Zeitschrift bewahrte während der 18 Jahre seiner Mitarbeit und während 10 Jahren seiner Leitung den früher erworbenen Glanz, von dem sie danach bis zu ihrer völligen Einstellung in den 1880er Jahren herabstieg. Mit Charles Dickens, mit dem ihn eine früh geschlossene, lebenslange Freundschaft verband, gründete er 1846 die Daily News und war, nach Dickens’ bald erfolgendem Rücktritt, einige Monate lang deren Hauptredakteur. Außerdem war er Mitarbeiter auch anderer Zeitschriften, u. a. der Edinburgh Review und Foreign Quarterly Review. Eine Sammlung seiner Beiträge zu den beiden letztgenannten Blättern veröffentlichte er als Biographical and historical essays (2 Bände, 1858; 3. Auflage 1860). Seit 1855 war er Sekretär, von 1861 bis 1872 ordentliches Mitglied der Kommission für Irrenanstalten. Er starb 1876 im Alter von knapp 64 Jahren in London.

## Werk
Forsters Ruf als Schriftsteller begründete das auf fleißigen Quellenstudien beruhende Werk Lives of the Statesmen of the Commonwealth of England (7 Bände, 1836–1839), dem später die dieselbe Zeit behandelnden und viel Neues enthaltenden Schriften The Arrest of the Five Members by Charles I – A Chapter of English History rewritten (1860), The debates on the Grand Remonstrance, with an Introductory Essay on English Freedom (1860) und Sir John Eliot: a Biography (2 Bände, 1864, 2. Auflage 1871) folgten. Noch Ausgezeichnetes leistete Forster auf dem Gebiet der literarischen Biographie, das er zuerst mit Life, adventures and times of Oliver Goldsmith (1848, 8. Auflage 1889) betrat. Diesem vortrefflichen Werk schlossen sich Lebensbeschreibungen seiner Freunde Landor und Dickens an: Walter Savage Landor (2 Bände, 1868; neue Ausgabe 1895) und The Life of Charles Dickens (3 Bände, 1871–1874; neue Ausgabe 2 Bände, 1899), welch letzteres Werk durch die Hinterbliebenen von Dickens vervollständigt und von Friedrich Althaus ins Deutsche übersetzt wurde (3 Bände, Berlin 1872–1875). Sein Life of Jonathan Swift (Band 1; 1875) blieb unvollendet.

## Kunstsammler und -förderer

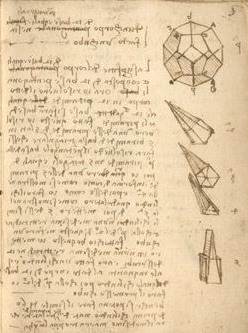
Codex Forster I, Folio 7r mit Studien zur euklidischen Geometrie.
(Leonardo da Vinci, datiert um 1487 bis 1490)

Im Jahr 1873 erwarb Forster drei Einbände mit Manuskripten Leonardo da Vincis. Aus Forsters Nachlass gelangten die Werke, der sogenannte „Codex Forster“, im Jahr 1876 in das Victoria and Albert Museum, in dessen Bestand sich die Bände noch heute befinden.